# Bad Münder am Deister
Bad Münder am Deister è una città di 17.912 abitanti della Bassa Sassonia, in Germania.
Appartiene al circondario (Landkreis) di Hameln-Pyrmont (targa HM).

## Geografia antropica

### Suddivisioni amministrative
Oltre al capoluogo (Bad Münder), il territorio comunale comprende le frazioni di Bakede, Beber, Böbber, Brullsen, Egestorf, Eimbeckhausen, Flegessen, Hachmühlen, Hamelspringe, Hasperde, Klein Süntel, Luttringhausen, Nettelrede, Nienstedt e Rohrsen.